# Family Circle Cup 2001
Il Family Circle Cup 2001 è stato un torneo di tennis giocato sulla terra verde.
È stata la 29ª edizione del Family Circle Cup, che fa parte della categoria Tier I nell'ambito del WTA Tour 2001.
Si è giocato al Family Circle Tennis Center di Charleston negli Stati Uniti dal 16 al 22 aprile 2001.

## Campionesse

### Singolare
Jennifer Capriati ha battuto in finale  Martina Hingis con il punteggio di 6–0, 4–6, 6–4.

### Doppio
Lisa Raymond /  Rennae Stubbs hanno battuto in finale  Virginia Ruano Pascual /  Paola Suárez con il punteggio di 5–7, 7–6(5), 6–3.